# Camille de Oliveira
Camille Cristina de Oliveira (* 15. Januar 2004) ist eine brasilianische Sprinterin und Hürdenläuferin, die sich auf die 400-Meter-Distanz spezialisiert hat.

## Sportliche Laufbahn
Erste internationale Erfahrungen sammelte Camille de Oliveira im Jahr 2021, als sie bei den U20-Südamerikameisterschaften in Lima in 61,73 s die Silbermedaille im 400-Meter-Hürdenlauf gewann und mit der brasilianischen 4-mal-400-Meter-Mixed-Staffel in 3:28,33 min die Goldmedaille gewann. Anschließend gewann sie bei den U18-Südamerikameisterschaften in Encarnación in 61,16 s die Bronzemedaille über 400 m Hürden. Im Jahr darauf schied sie bei den U20-Weltmeisterschaften in Cali mit 70,73 s in der ersten Runde über 400 m Hürden aus und verpasste mit der Frauenstaffel mit 3:44,70 min den Finaleinzug. Anschließend gewann sie bei den U23-Südamerikameisterschaften in Cascavel in 60,09 s die Bronzemedaille im Hürdenlauf hinter ihrer Landsfrau Chayenne da Silva und Valeria Cabezas aus Kolumbien. 2023 gewann sie bei den U20-Südamerikameisterschaften in Bogotá in 54,08 s die Silbermedaille im 400-Meter-Lauf und siegte in 57,93 s über 400 m Hürden. Zudem siegte sie in 3:22,84 min in der Mixed-Staffel und sicherte sich mit der Frauenstaffel in 3:42,08 min die Silbermedaille. Im August wurde sie bei den Panamerikanischen U20-Meisterschaften in Mayagüez über 400 m Hürden disqualifiziert und belegte über 400 Meter in 55,52 s den sechsten Platz. Mit der Mixed-Staffel gewann sie in 3:24,23 min die Silbermedaille und mit der Frauenstaffel in 3:38,87 min die Bronzemedaille. Im November verpasste sie bei den Panamerikanischen Spielen in Santiago de Chile mit 60,72 s den Finaleinzug über 400 m Hürden. Im Jahr darauf gewann sie bei den U23-Südamerikameisterschaften in Bucaramanga in 3:26,88 min die Bronzemedaille in der Mixed-Staffel hinter den Teams aus Kolumbien und Ecuador und sicherte sich über 400 m Hürden in 60,08 s die Silbermedaille hinter der Argentinierin Helen Bernard. 2025 gewann sie bei den Südamerikameisterschaften in Mar del Plata in 58,05 s die Bronzemedaille über 400 m Hürden hinter der Panamaerin Gianna Woodruff und María Alejandra Rocha aus Kolumbien. 
2024 wurde de Oliveira brasilianische Meisterin in der 4-mal-400-Meter-Staffel.

## Persönliche Bestzeiten
- 400 Meter: 53,73 s, 8. Juni 2024 in Cochabamba
- 400 m Hürden: 56,81 s, 29. März 2025 in Bragança Paulista